# 태풍 테스 (1953년)
태풍 테스 (태풍 번호: 5313, JTWC 지정 번호: 15W, 국제명: TESS)는 관측 사상 6시간 동안 최고 수치의 중심 기압 감소를 기록했던 태풍이다. 1953년 9월 22일 오전 9시까지 중심 기압 993 hPa의 약한 세력을 유지하던 테스는 9월 22일 오후 3시 900 hPa을 기록, 불과 6시간 만에 중심 기압이 무려 93 hPa이나 폭락하였다. 이후 태풍 테스는 9월 25일 930 hPa의 강한 세력으로 일본 혼슈에 상륙하였다. 393명의 사망자와 85명의 실종자를 내 일본에 막대한 인명 피해를 발생시켰다.